# Hofanlage Höfeweg 1
Die Hofanlage Höfeweg 1  im niedersächsischen Elsfleth-Moorriem, Bauerschaft Moordorf / Moorhausen, im Landkreis Wesermarsch, stammt aus dem späten 18. Jahrhundert.

Aktuell (2023) wird sie als Wohnhaus und wohl landwirtschaftlich genutzt.
Die Gebäude stehen unter Denkmalschutz (siehe auch Liste der Baudenkmale in Elsfleth).

## Geschichte
Die Marschhufensiedlung Moorriem mit der nördlichen Bauerschaft Moordorf / Moorhausen erstreckt sich über etwa 16 Kilometer, wurde nach 1062 gegründet und erhielt im 14. Jahrhundert die heutige Struktur mit den schmalen, oft extrem langgestreckten Parzellen. Im Abstand von ca. 50 bis 100 Metern liegen zahlreiche Hofstellen auf Wurten.
Die Hofanlage auf einer Wurt auf einem großen breiten Grundstück mit markantem reichhaltigen alten Baumbestand besteht aus
- dem eingeschossige giebelständige Wohn- und Wirtschaftsgebäude von 1790 (Inschrift) als Zweiständer-Hallenhaus in Fachwerk mit Steinausfachungen, mit reetgedeckten auf profilierten Knaggen am Wirtschaftsgiebel vorkragenden Krüppelwalmdach mit Niedersachsengiebeln mit Uhlenloch sowie der Grooten Door mit Segmentbogen; der Wohnteil wurde im frühen 20. Jahrhundert erhöht und in Backstein erneuert,[2]
  - dem eingeschossigen späteren nordöstlichen und traufständigen Stallanbau in Backstein aus dem frühen 20. Jahrhundert,
- der eingeschossigen linken südwestlichen Scheune aus der ersten Hälfte des 19. Jahrhunderts in Fachwerk und Ankerbalkenkonstruktion mit Walmdach, mit Ausfachungen überwiegend in Backstein, zum Teil verbohlt und mit Querdurchfahrt,[3]
- dem eingeschossigen dahinter stehendem westlichen  Backhaus in Backstein und mit Satteldach aus dem späten 19. oder frühen 20. Jahrhundert,[4]
- sowie den weiteren nicht denkmalgeschützte gewerblich genutzten Anlagen.

Das Landesdenkmalamt befand: „… geschichtliche und städtebauliche Bedeutung …  …“